# Моргант
«Моргант» (італ. Morgante іноді також називають Morgante Maggiore (тобто «Великий Моргант», назва, яка дана повної 28-кантової редакції з 30 080 рядків, опублікованій у 1483 році)) — лицарська поема Луїджі Пульчі.
Поема складається з двох частин. Перша частина, з двадцяти трьох пісень, друкувалася окремо: у 1481 і 1482 рр. (було ще одне видання, до 1478 року, але воно повністю втрачено). У 1483 р. поема вийшла у світ, збільшившись на п'ять пісень (приблизно на половину першого «Морганта») і отримавши назву «Великий Моргант». Частини відрізняються одна від одної джерелами, розповідними принципами, загальною атмосферою. Поетика Пульчи продовжує традиції флорентійської комічної поеми (Рустіко ді Філіппо, Чекко Анджольєрі, Доменіко Буркьєлло).

## Сюжет
Велетень Роланд, ображений вічними наклепами Гана і тим, що Карл не без співчуття до них прислухається, залишає двір і Францію. Шлях його лежить у країну невірних, де він одразу ж знаходить справу для свого меча. На півдорозі він отримує зброєносця — велетня, що змирився перед його міццю. Це і є Моргант. Незабаром по слідах двоюрідного брата вирушає Ринальдо у компанії з Улівьєром і Додоном. Однак, зустрічає свого славного кузена добрим ударом списа, не впізнавши його спочатку. Ган між тим не дрімає: у всі кінці летять його підкидні листи і поспішають донощики і шпигуни. Розпалений ним, піднімається на Францію могутній сарацинський цар. Карл в облозі у Парижі, його пери у полоні, але Орландо і Ринальдо в останню мить встигають прийти йому на допомогу.
Чарівник Малагіс, з властивою йому любов'ю до інтриг, сприяє сварці між Роландом і Ринальдом і цим призводить їх до чергового поєдинку. Після недовгого замирення Ринальдо, завдячуючи своїй шаленій вдачі, сперечається за шахівницею з Улівьєром, свариться з Карлом, тікає в рідний Монтальбан і в компанії з Астольфо і братами грабує подорожніх на великій дорозі. Гано, зрозуміло, підігріває розбрат: по його намові Річардета, молодшого брата Ринальдо, який потрапив у руки імператора, відправляють на шибеницю. Обурений Орландо вдруге залишає Францію. Ринальдо виручає брата, Карл рятується втечею, і Ринальдо сідає на його трон. Роланд в Персії, тим часом, по-зрадницьки захоплений у полон; почувши про це, Ринальдо повертає Карлу корону і поспішає на допомогу двоюрідному брату. Нова сутичка паладинів, які не впізнали один одного, нова хвиля сарацинської навали на Францію, нова відсіч захисників, що вчасно повернулися .
Відгалуження від основного сюжету — спільні мандрівки Морганта і Маргутта. Їм на кожному кроці зустрічаються скривджені красуні, дикі звірі і казкові чудовиська. Красунь вони звільняють, а звірів і чудовиськ вражають одного за іншим: єдинорога, гігантську черепаху, василиска, слона, — і одного за іншим пожирають. Красуня Флорінетта, яка зустрілася їм на шляху в сльозах і кайданах (між єдинорогом і черепахою), також приєднується до їхніх трапез.
Наближається час Ронсеваля, а поруч з Орландо немає його двоюрідного брата. Ринальдо загублений десь в безкрайніх просторах Сходу і не має бажання повертатися в милу Францію. Малагіс послав до нього Астарота з тим, щоб диявол, вселившись у Ринальдового коня, за три дні доставив паладина до місця битви. Скварчаферро, конкурент Астарота, біс-прихильник сарацинської партії, прийнявши вигляд святого відлюдника, силкується підманити лицарських коней до джерела, яке має здатність виганяти нечистих духів. Астарот його викриває. І викритий Скварчаферро приєднується до веселої кавалькади, захоплений духом товариства. Ринальдо, благополучно доставлений до мети, обіцяє, що вмовить Малагіса дати Астароту вільну, і урочисто заявляє, що в пеклі, як він переконався, є місце для приятельства, благородства і чемності.
Закінчується поема картиною Ронсевальської битви і загибеллю Орландо.

## Публікації тексту
- Пульчи Л. Великий Моргант : уривки // Європейські поети Відродження / Упоряд. Є. Романовича, А. Романенко, Л. Гінзбурга та ін.. — М. : Художня література, 1974. — С. 63—68. — 736 с. — (Бібліотека всесвітньої літератури. Сер. перша ; т. 32).